# Dixella trinitensis
Dixella trinitensis är en tvåvingeart som beskrevs av Lane 1943. Dixella trinitensis ingår i släktet Dixella och familjen u-myggor. Inga underarter finns listade i Catalogue of Life.